# Thecla opacitas
Thecla opacitas är en fjärilsart som beskrevs av Druce 1907. Thecla opacitas ingår i släktet Thecla och familjen juvelvingar. Inga underarter finns listade i Catalogue of Life.